# Silvestro Petrini

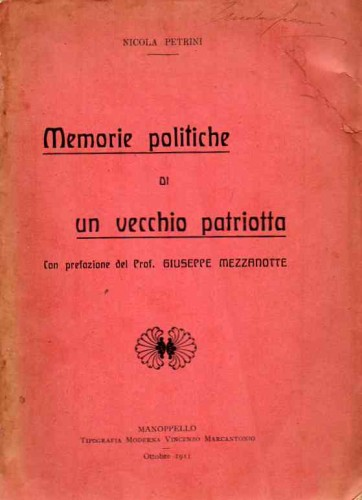
Copertina del suo libro di memorie

Silvestro Petrini (Chieti, 1º gennaio 1812 – Chieti, 25 gennaio 1912) è stato un patriota e imprenditore italiano.

## Biografia
Silvestro Petrini, fu un patriota abruzzese e fu, nel 1844, il primo imprenditore a sfruttare i depositi bituminosi affioranti in Abruzzo, sua regione natale.
(p. 110, Lavori delle Società economiche delle province continentali, Annali civili del regno delle Due Sicilie, Vol. 37-39, 1845, Napoli)
Come patriota liberale, durante i moti del 1848 andò prima a Napoli, su invito di Silvio Spaventa, a sostenere la costituzione che era stata concessa da Ferdinando II e poi ritirata, e quindi a Roma per difendere la Repubblica romana, e dopo la fine dell'esperienza repubblicana, al suo ritorno in Abruzzo venne imprigionato dal governo borbonico e condannato a dieci anni di carcere.
Nel corso della sua vita sviluppò lo sfruttamento minerario dei giacimenti di rocce bituminose affioranti nell'area della Maiella, per quanto inizialmente, sotto il governo borbonico, la sua attività industriale venne inizialmente interrotta a ragione della sua attività politica con conseguenti restrizioni, riprese dopo l'unita d'Italia con l'apertura di miniere per estrarre le rocce bituminose e stabilimenti per trattarle e produrre asfalto nel chietino nei comuni di Manoppello, di San Valentino e di Roccamorice (all'epoca in provincia di Chieti).
Nel 1873 fondò la "Anglo-Italian Mineral Oils e Bitume Company" a Londra, che fu gestita da suo figlio Ruggero. 
Morì centenario. L'anno precedente alla sua morte pubblicò un suo libro di memorie: "Le memorie politiche di un vecchio patriotta", Manoppello 1911, a cura di Giuseppe Mezzanotte.
Presso la casa natale a Chieti c'è una targa commemorativa.
Sepolto nel cimitero monumentale di Chieti, viale principale scendendo a sinistra croce di pietra recante il n° 34485, lapide commemorativa deposta dal GRAIM il 18 maggio 2025.

## Opere
Nicola Petrini, Memorie politiche di un vecchio patriotta - Con prefazione del prof. Giuseppe Mezzanotte, Manoppello, Tipografia Moderna Vincenzo Marcantonio, Ottobre 1911